# 菲拉島
68°49′S 77°50′E / 68.817°S 77.833°E
菲拉島，是南極洲的島嶼，位於伊利沙伯女皇地，長6公里，屬於勞爾群島的一部分，根據挪威探險隊拍攝的空中照片繪入地圖，現時由南極條約體系管理。